# Меркурьев, Николай Иванович
Николай Иванович Меркурьев (6 декабря 1920, дер. Меркурьевский Починок, Северо-Двинская губерния — 4 апреля 1981, село Усть-Алексеево, Вологодская область) — лейтенант Советской Армии, участник Великой Отечественной войны, Герой Советского Союза (1945).

## Биография
Николай Меркурьев родился 6 декабря 1920 года в деревне Меркурьевский Починок (ныне не существует, находилась на территории современного Великоустюгского района Вологодской области). После окончания семи классов школы и шофёрских курсов работал сначала в колхозе, затем на лесозаводе в Архангельске. В 1939 году Меркурьев был призван на службу в Рабоче-крестьянскую Красную Армию. Участвовал в боях советско-финской войны. С июля 1941 года — на фронтах Великой Отечественной войны. В боях четыре раза был ранен.
К апрелю 1945 года лейтенант Николай Меркурьев командовал 3-й стрелковой ротой 691-го стрелкового полка 383-й стрелковой дивизии 16-го стрелкового корпуса 33-й армии 1-го Белорусского фронта. Отличился во время форсирования Одера. 16 апреля 1945 года рота Меркурьева, переправившись через Одер, захватила несколько немецких траншей на его западном берегу, взяв в плен более 50 солдат и офицеров противника, а затем захватила населённый пункт Маркендорф и перерезала шоссе Франкфурт-на-Одере — Берлин, где отразила большое количество немецких контратак. 18 апреля 1945 года в бою Меркурьев лично уничтожил 2 пулемёта и около 30 вражеских солдат. 24 апреля 1945 года рота Меркурьева отразила немецкую контратаку. В том бою Меркурьев лично уничтожил около 20 солдат и офицеров. 27 апреля рота Меркурьева уничтожила 15 и взяла в плен ещё 20 солдат и офицеров противника, а 28 апреля — уничтожила ещё 20 и взяла в плен 80 солдат и офицеров противника. В последнем бою Меркурьев был ранен, но продолжал сражаться.
Указом Президиума Верховного Совета СССР от 31 мая 1945 года за «проявленные мужество и героизм на фронте борьбы с немецкими захватчиками» лейтенант Николай Меркурьев был удостоен высокого звания Героя Советского Союза с вручением ордена Ленина и медали «Золотая Звезда» за номером 5781.
В ноябре 1946 года Меркурьев был уволен в запас. Проживал в селе Усть-Алексеево Великоустюгского района, работал в пожарном надзоре. Скончался 4 апреля 1981 года, похоронен в Усть-Алексеево.
Был также награждён орденами Красного Знамени и Красной Звезды, рядом медалей.
В честь Меркурьева названа улица в Усть-Алексеево.